# Simon Cowell (ecologista)
Simon Maxwell Cowell  (19 de abril de 1952 – 9 de junio de 2024) fue un ecologista, presentador de televisión y autor británico, mejor conocido por presentar la serie documental de Animal Planet Wildlife SOS de 1996 a 2014. Fue el fundador de la Wildlife Aid Foundation, originalmente titulada Wildlife Aid, que es una organización benéfica dedicada al "rescate, rehabilitación y liberación de la fauna británica".

## Early life and education
Cowell nació el 19 de abril de 1952. En sus primeros años, sufrió de tartamudez y disfrutaba cantando. Asistió a la escuela interna City of London Freemen's, y participó en varios coros y musicales escolares.Cowell obtuvo un PhD en ciencias biológicas en Jesus College, Cambridge, y trabajó como comerciante de commodities durante la década de 1980.

## Career
Junto con su exesposa, Jill, Cowell cofundó el centro de rescate y rehabilitación de animales Wildlife Aid Foundation en 1983, varios años después de establecer un santuario de vida silvestre en los terrenos de su hogar. Las actividades de la organización fueron el tema de la serie de televisión Wildlife SOS, y posteriormente una serie en el canal de YouTube con episodios que se publican hasta la fecha.
Como parte de sus esfuerzos como conservacionista y activista por los derechos de los animales, ha hecho campañas para PETA. Cowell ha sido descrito como un "personaje franco y ingenioso" que "no es reacio" a la profanidad. Ricky Gervais una vez lo describió como "David Attenborough con Tourette".
Fue nombrado Miembro de la Orden del Imperio Británico (MBE) en los Honores de Cumpleaños de 2005 por "servicios a la fauna". Como autor, Cowell publicó una autobiografía titulada My Wild Life: The Story of a Most Unlikely Animal Rescuer en 2016.

## Personal life
Cowell tuvo dos hijas con su exesposa, Jillian Geraldine. Residió en Leatherhead, Surrey, y la Wildlife Aid Foundation se gestionaba desde su hogar.

### Health and death
Cowell soportó una crisis nerviosa en 1994, después de la cual decidió dejar Londres y dedicar "todo su tiempo" a la caridad Wildlife Aid.
En julio de 2022 se anunció, a través de su fundación, que a Cowell se le diagnosticó una forma agresiva y terminal de cáncer de pulmón a finales de junio. Se lanzó una campaña de donación para su organización, titulada "El último deseo de Simon", el 15 de julio  y recaudó más de £650,000.
El 11 de mayo de 2024, se anunció que el cáncer de Cowell había progresado a sus órganos vitales y, aunque aún estaba recibiendo tratamiento, los médicos le dieron un pronóstico de unas pocas semanas. Falleció a causa de complicaciones de la enfermedad el 9 de junio, a la edad de 72 años.